# Epirubicină
Epirubicina este un agent chimioterapic din clasa antraciclinelor și este utilizat în tratamentul unor forme de cancer, precum cancerul mamar și cancerul gastric. Calea de administrare disponibilă este cea intravenoasă.